# 长肢秀体蚤
长肢秀体溞（学名：Diaphanosoma leuchtenbergianum）为仙达溞科秀体溞属的动物。于世界范围内广泛分布，多见于湖泊敞水区，有时也在池塘里大量出现。